# On Stage (album, Rainbow)
On Stage je první koncertní album anglické hard rockové skupiny Rainbow, vydané v roce 1977. Album obsahuje i jednu skladbu z repertoáru Blackmoreovo dřívější skupiny Deep Purple, jedná se os skladbu "Mistreated".

## Seznam skladeb

### Strana 1
1. "Kill the King" (Ronnie James Dio, Ritchie Blackmore, Cozy Powell) – 5:32
2. "Medley: Man on the Silver Mountain / Blues / Starstruck" (Dio, Blackmore) / (Blackmore) / (Dio, Blackmore) – 11:12
3. "Blues" (Blackmore) (Vinyl)
4. "Starstruck" (Blackmore, Dio) (Vinyl)

### Strana 2
1. "Catch the Rainbow" (Dio, Blackmore) – 15:35

### Strana 3
1. "Mistreated" (David Coverdale, Blackmore) – 13:03

### Strana 4
1. "Sixteenth Century Greensleeves" (Dio, Blackmore) – 7:36
2. "Still I'm Sad" (Paul Samwell-Smith, Jim McCarty) – 11:01

## Sestava
- Ronnie James Dio – zpěv
- Ritchie Blackmore – kytara
- Tony Carey – klávesy, orchestron
- Jimmy Bain – baskytara
- Cozy Powell – bicí